# Comisión Colombiana del Espacio
La Comisión Colombiana del Espacio-CCE es un ente de consulta, coordinación y planificación de la política espacial nacional de Colombia y fue creada por el Decreto Presidencial 2442 del 18 de julio de 2006.  Es considerada la puerta de acceso para que Colombia fortalezca el conocimiento sobre la Tierra y el espacio exterior, mediante la utilización de tecnologías modernas que permitan, por una parte la conectividad y comunicación con todo el territorio nacional empleando directa e indirectamente las tecnologías espaciales de telecomunicaciones, así como la implementación y aprovechamiento de tecnologías aplicadas a la navegación terrestre, aérea, fluvial y marítima; y por otra el uso de información proveniente de sensores remotos para la observación de la Tierra, de manera tal que aumenten la productividad, eficiencia y competitividad de los diferentes sectores de la economía que demandan información geoespacial. Está conformada por una plenaria, una secretaría ejecutiva, grupos de trabajo y comités técnicos. La plenaria es presidida por el vicepresidente de la república siendo este el máximo órgano de decisión y coordinación.
La secretaría ejecutiva tiene como funciones elaborar y presentar propuestas en función de los objetivos de la comisión; planear, coordinar y desarrollar las reuniones técnicas y plenarias, además de coordinar y articular el trabajo de los distintos miembros de esta. El Instituto Geográfico Agustín Codazzi ejerció la Secretaría Ejecutiva de esta comisión desde su creación en el 2006, por tres periodos consecutivos (cada periodo es de 2 años), hasta el año 2012. Desde 2013 la Fuerza Aérea Colombiana tomó su lugar en dicha secretaría.
Los grupos de trabajo al año 2013 eran:
- Observación de la Tierra
- Navegación Satelital
- Astronáutica, Astronomía y Medicina Aeroespacial
- Telecomunicaciones
- Gestión del Conocimiento y la Investigación
- Infraestructura Colombiana de Datos Espaciales
- Asuntos Políticos y Legales
- Cooperación Internacional

## Proyectos

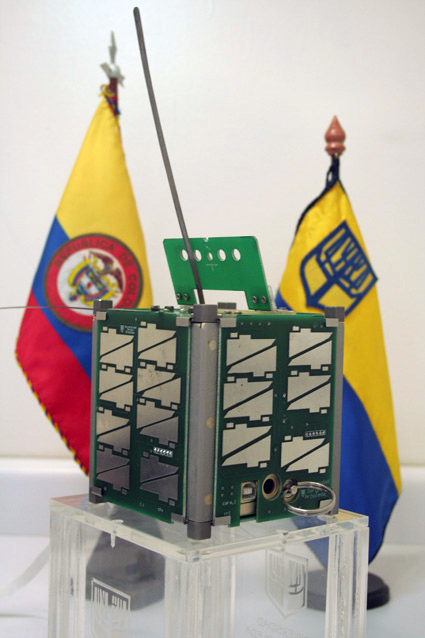
Libertad I

Libertad 1 fue un CubeSat, un tipo de pico-satélite de investigación "El primer satélite colombiano puesto en órbita", fue construido y ensamblado por un equipo de investigadores integrado por profesores estudiantes de la Escuela de Ciencia Exactas e Ingeniería y del Observatorio Astronómico de la Universidad Sergio Arboleda, poseía los siguientes componentes: Dos sistemas de comunicaciones: Uno para transmitir y otro para recibir, un sistema de suministro de energía, una antena desplegable, un sistema de orientación rotacional que usa Magneto-torqueadores, boards multifuncionales que contienen una variedad de sensores.
Transmitió datos telemétricos importantes sobre su estado y funcionamiento.
Fue lanzado al espacio el martes 17 de abril de 2007, a la 1:46 a. m., junto con otros 14 satélites, a bordo del cohete Dnepr-1 desde el cosmódromo de Baikonur, en Kazajistán y estuvo orbitando la tierra durante 6 años hasta que terminó su misión desintegrándose al reentrar en la atmósfera terrestre.
FACSAT 1 es un nanosatélite, capaz de tomar imágenes con una resolución de 30 metros por píxel.
FACSAT-1 fue lanzado el 28 de noviembre de 2018 a las 11:15PM (hora colombiana), en el cohete SLV-C43 de la Agencia Espacial de la India (ISRO).
FACSAT 2 más conocido como Chiribiquete, es un nanosatélite capaz de tomar imágenes con una resolución de 5 metros por píxel. FACSAT 2 fue lanzado el 15 de abril de 2023 en el cohete Falcon 9 de SpaceX en  Hawthorne, Estados Unidos.
| Satélites lanzados | Satélites lanzados  | Satélites lanzados | Satélites lanzados | Satélites lanzados      | Satélites lanzados    | Satélites lanzados | Satélites lanzados          | Satélites lanzados                                                                                                 |
| N.º                | Nombre del Satélite | Lanzador           | Misión             | Fecha                   | Objetivo              | Resultado          | Proyecto                    | Detalles |
| ------------------ | ------------------- | ------------------ | ------------------ | ----------------------- | --------------------- | ------------------ | --------------------------- | --- |
| 1°                 | Libertad 1          | Dnepr-1            | Carga              | 17 de abril de 2007     | Experimental          | Éxito              | Universidad Sergio Arboleda | Primer Satélite colombiano de uso científico lanzado al espacio.                                                   |
| 2°                 | FACSAT 1            | PSLV               | SLV-C43            | 28 de noviembre de 2018 | Observacion Terrestre | Éxito              | Fuerza Aérea Colombiana     | segundo satélite de fabricación colombiana enviado a órbita, y el primero en nombre de la Fuerza Aérea Colombiana. |
| 3°                 | FACSAT 2            | Falcon 9           | Carga              | 15 de abril de 2023     | Observacion Terrestre | Éxito              | Fuerza Aérea Colombiana     | tercer satélite de fabricación colombiana enviado a órbita, segundo en nombre de la Fuerza Aérea Colombiana.       |